# Spartiates d'Amiens
Stade
Maillots
Champion 2004, 2010 et 2012
Saison en cours
Le Spartiates d'Amiens est un club sportif français de football américain basé à Amiens. 
Fondé en 1987 par Marc Gambetti (ex Iroquois de Rouen) et Xavier Thuilot, l'équipe senior évolue dans le championnat de France de D2.
Il possède également une équipe de flag football et de cheerleading.

## Historique
Le 27 février 1988, l'équipe débutante des Spartiates d'Amiens reçoit l'équipe expérimentée des Rams de Lille et s’inclinent sur le score de 92 à 0.
Le club accède en 1993 à la 2e division nationale et remporte ce même championnat en 1997. Les Spartiates disputent leur première saison au sein de l'Élite en 1998. En 1999, l'équipe U-19 du club remporte le titre de Champion de France grâce à une saison sans défaite.
Le club des Spartiates d’Amiens Picardie doit attendre la saison 2004 pour être sacré Champion de France Élite. La saison suivante, ils perdent le titre national en finale et s’inclinent de peu en ¼ de finale de l’Euro Bowl face au tenant du titre, les Lions de Bergame (Italie).
Le samedi 26 mai 2012, le club organise une fête pour célébrer son vingt-cinquième anniversaire. La journée se cloture par un match de l'équipe Élite contre les Cougars de Saint-Ouen-l'Aumône. Ils remportent le match 32 à rien et se qualifient au terme de la saison régulière pour les séries éliminatoires. Les joueurs de Jim Criner gagnent la demi-finale face aux Dauphins de Nice sur le score de 23 à 14 . Ils disputent ensuite la finale nationale contre les Black Panthers de Thonon au Stade Charléty de Paris le samedi 23 juin 2012. La rencontre est indécise mais les Spartiates d'Amiens remportent le titre ,10 à 7, grâce à une tentative adverse de field goal bloquée lors du dernier jeu du match, score final. 
Fin de saison 2013, le club est rétrogradé en deuxième division. Ils y restent jusqu'au terme de la saison 2018. Ils terminent la saison régulière 2018 premiers de la Poule Nord de la Conférence Nord. En demi finale de conférence Nord, ils battent les Gladiateurs de la Queue-en-Brie  21 à 14. En finale de Conférence Nord, ils battent les Corsaires d'Évry 48 à 26. Le 26 juin 2018, ils deviennent champions de la Division 2 grâce à leur victoire 35 à 19 sur les Centaures de Grenoble.
Ce titre leur permet de retrouver la Division 1 pour la saison 2019.
Au terme de la saison 2023, ils finissent derniers de la conférence A et sont relégués en deuxième division.

### Historique des entraîneurs principaux
- 2012 : Jim Criner
- 2013 : Steeve Guersent
- 2014 : Jeff Hand
- 2015 : Martin Ricard
- 2016 : Pierrick Lebrun
- 2017 : Pierrick Lebrun
- 2018 : Jean-Baptiste Gassies
- 2019-2021 : Jarvis Mc Garrah[5] puis Steeve Guersent[réf. nécessaire]
- 2022-2023 : Steeve Guersent
- Depuis 2024 : Arnaud Leprêtre[6]

### Historique des transferts de joueurs étrangers
Historique des transferts entrants de joueurs étrangers aux Spartiates d'Amiens :
- 2012 : Sean Fullerton (WR/DB, USA)
- 2013 : Jesse Kirstatter (LB/WR, USA)
- 2014 : Jesse Kirstatter (LB/WR, USA), Luke Zahradka (QB, USA)
- 2015 : Bryan Bonilla (LB, USA)
- 2016 : Kyle Faunce (QB, USA)
- 2017 : Jammie Blunt (QB, USA), Jared Bradley (RB, USA)
- 2018 : Jared Bradley (RB, USA)
- 2019 : Darius Dawsey (RB/DB, USA)[7], Raphael Turne[8] (OL, USA)
- 2022 : Cornelius Kinchen (QB, USA), Kieran Griffith (OL/DL, UK)
- 2023 : D'Angelo Chesson (CB, USA)

## Palmarès
| Compétitions nationales | Compétitions de jeunes | Compétitions de Flag football                 |
| --- | --- | --------------------------------------------- |
| - Championnat de France Élite (D1) - Champion (3) : 2004, 2010 et 2012 - Vice-Champion (1) : 2005 - Championnat de France de deuxième division (D2) - Champion (2) : 1997, 2018 - Vice-Champion (1) : 2014 | U-19 - Championnat de France Junior - Champion (2) : 1999, 2010 et 2011 U-17 - Championnat Territorial île-de-France U17 à 7 - Champion (1) : 2025 | - Championnat de France - Champion (1) : 2009 |

## Saison par saison
| Saison | Division   | Résultat France                | Résultat Europe                   |
| ------ | ---------- | ------------------------------ | --------------------------------- |
| 1988   | Division 2 | Phase de poules                |                                   |
| 1989   | Division 2 | Phase de poules                |                                   |
| 1990   | Division 2 | Quart de finaliste             |                                   |
| 1991   | Division 2 | Phase de poules                |                                   |
| 1992   | Division 2 | Demi-finaliste                 |                                   |
| 1993   | Division 1 | Phase de poules                |                                   |
| 1994   | Division 1 | Phase de poules                |                                   |
| 1995   | Division 2 | Quart de finaliste             |                                   |
| 1996   | Division 2 | Quart de finaliste             |                                   |
| 1997   | Division 2 | Champion                       |                                   |
| 1998   | Division 1 | Quart de finaliste             |                                   |
| 1999   | Division 1 | Phase de poules                |                                   |
| 2000   | Division 1 | Quart de finaliste             |                                   |
| 2001   | Division 1 | Demi-finaliste                 |                                   |
| 2002   | Division 1 | Demi-finaliste                 |                                   |
| 2003   | Division 1 | Demi-finaliste                 |                                   |
| 2004   | Division 1 | Champion                       |                                   |
| 2005   | Division 1 | Finaliste                      | Ligue Européenne, Premier tour    |
| 2006   | Division 1 | Demi-finaliste                 |                                   |
| 2007   | Division 1 | Demi-finaliste                 |                                   |
| 2008   | Division 1 | Phase de poules                |                                   |
| 2009   | Division 1 | Phase de poules                |                                   |
| 2010   | Division 1 | Champion                       |                                   |
| 2011   | Division 1 | Demi-finaliste                 | Ligue Européenne, Quart de finale |
| 2012   | Division 1 | Champion                       | Coupe EFAF, Demi-finale           |
| 2013   | Division 1 | Barrage                        | Ligue Européenne, Premier tour    |
| 2014   | Division 2 | Finaliste                      |                                   |
| 2015   | Division 2 | Barrage                        |                                   |
| 2016   | Division 2 | Quart de finaliste             |                                   |
| 2017   | Division 2 | Demi-finaliste                 |                                   |
| 2018   | Division 2 | Champion                       |                                   |
| 2019   | Division 1 | Demi-finaliste                 |                                   |
| 2020   | Division 1 | Saison non terminée (Covid-19) | Saison non terminée (Covid-19)    |
| 2021   | Division 1 | Saison annulée (Covid-19)      | Saison annulée (Covid-19)         |
| 2022   | Division 1 | Phase de poules                |                                   |
| 2023   | Division 1 | Relégué                        |                                   |
| 2024   | Division 2 | Phase de poules                |                                   |
| 2025   | Division 2 | Saison à venir                 | Saison à venir                    |

- Champion
- Vice-champion
- Promu
- Relégué